# Sankt Valentin, Niederösterreich
Sankt Valentin är en stadskommun i förbundslandet Niederösterreich i Österrike. Kommunen har 9 327 invånare (2024).
I staden fanns under andra världskriget ett satellitläger till Mauthausen som försörjde den stora stridsvagnsfabriken Nibelungenwerke med arbetskraft.